# Basilica dei Santi Quattro Coronati
La Basilica dei Santi Quattro Coronati fa parte di un complesso cristiano situato nel rione romano del Celio, sull'omonimo colle.

## I Santi Quattro
I nomi dei quattro santi titolari, secondo la Pontificia Academia Cultorum Martyrum, che vi pone una stazione al Lunedì della IV settimana di Quaresima, sono: Castorio, Sinfroniano, Claudio e Nicostrato, commemorati l'8 novembre.
La leggenda parla di quattro marmorari cristiani messi a morte sotto Diocleziano per essersi rifiutati di scolpire idoli pagani, ma anche di quattro (o cinque) militari, ugualmente martirizzati e sepolti presso le tombe dei martiri precedenti.
Gli scalpellini martiri nel Medioevo divennero patroni delle corporazioni edili e ancora adesso lo sono delle arti murarie (come a Bologna o a Firenze). 
Per la loro connessione con l'arte marmoraria e delle costruzioni, i Santi Quattro sono anche molto cari alla Massoneria: la Loggia di ricerca Q.C. di Londra, ad esempio, tiene tuttora il suo festival annuale l'8 novembre.

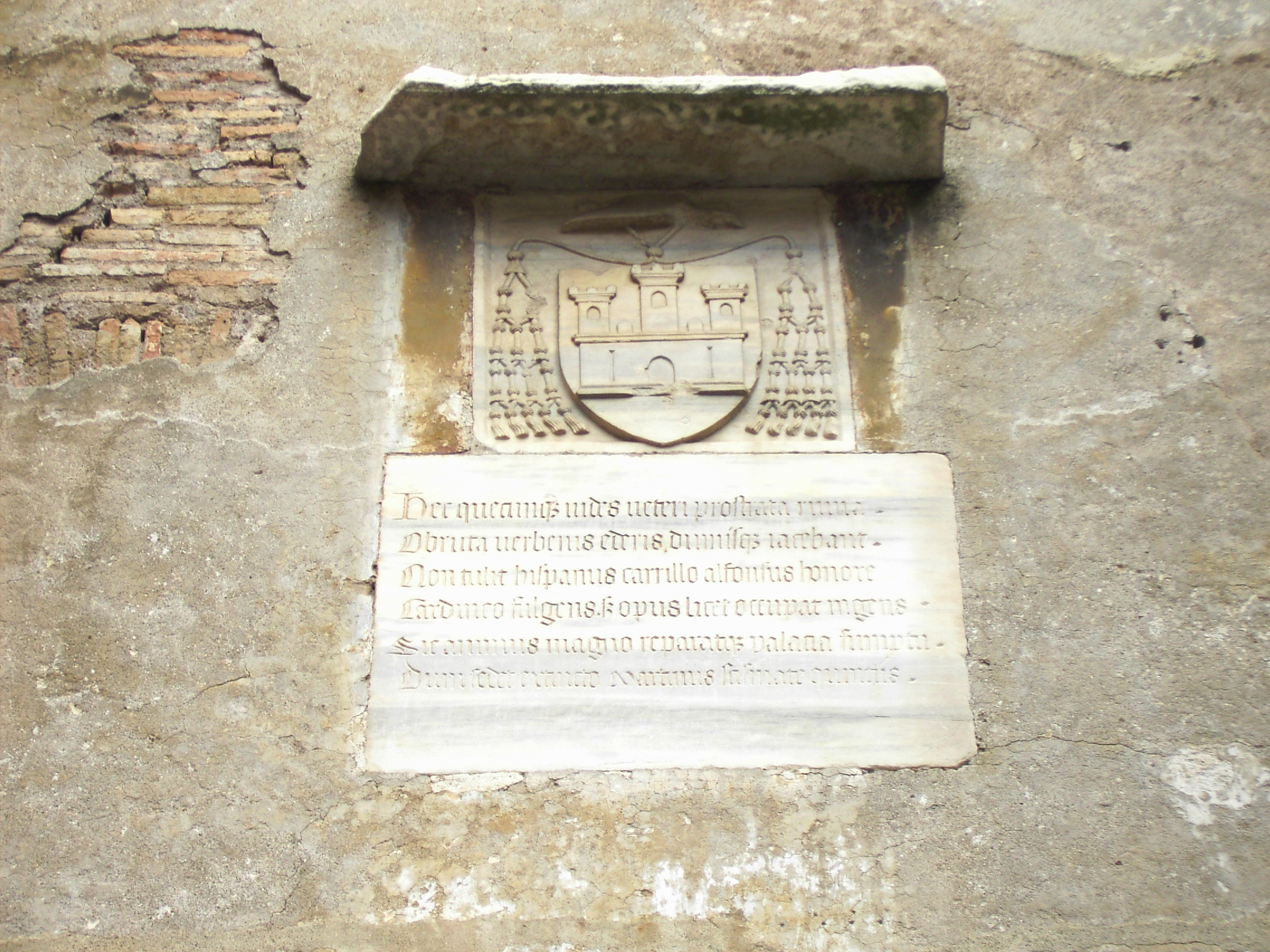
Memoria del cardinale Alfonso Carrillo de Albornoz
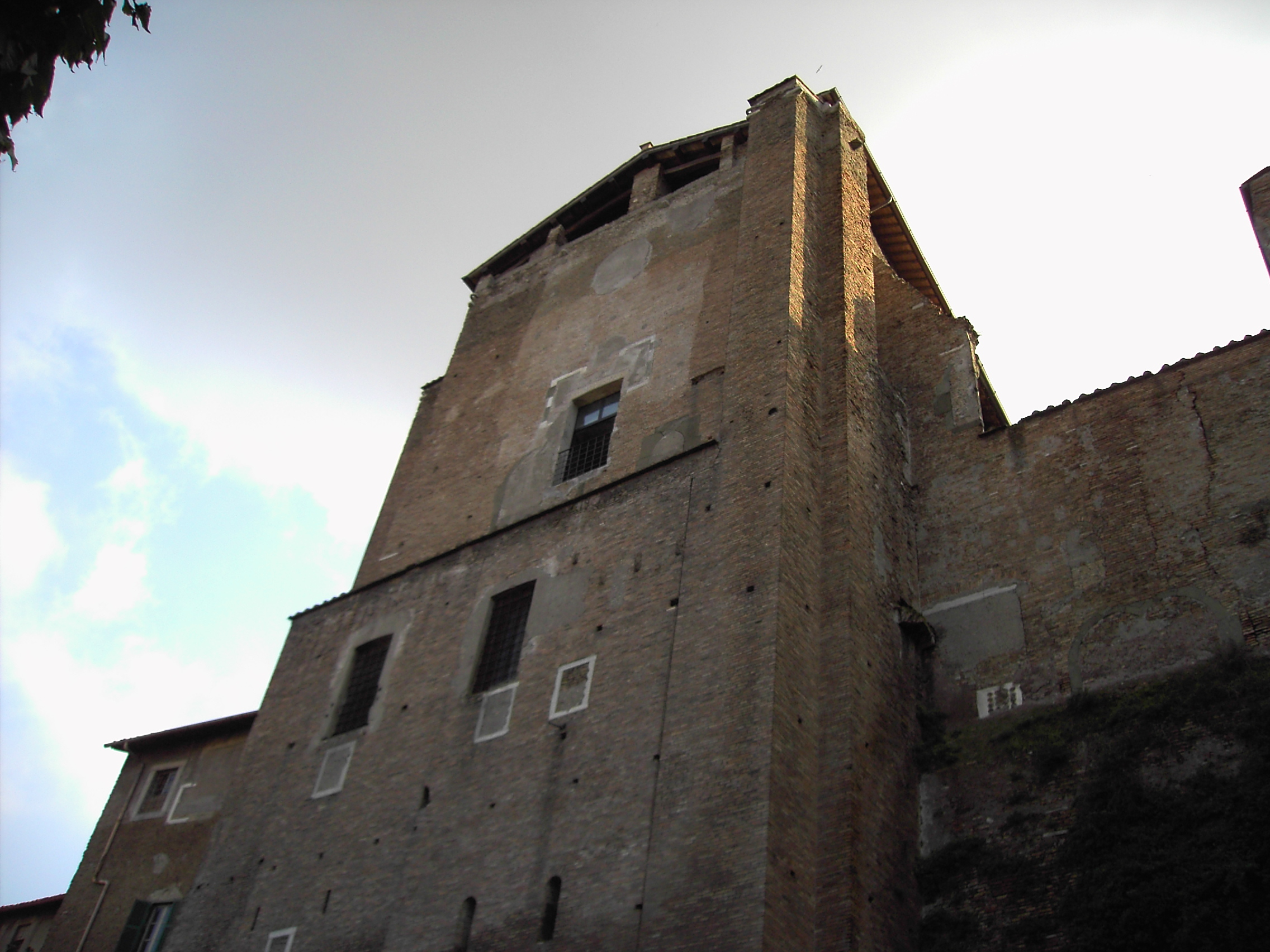
Torre verso via dei Santi Quattro.
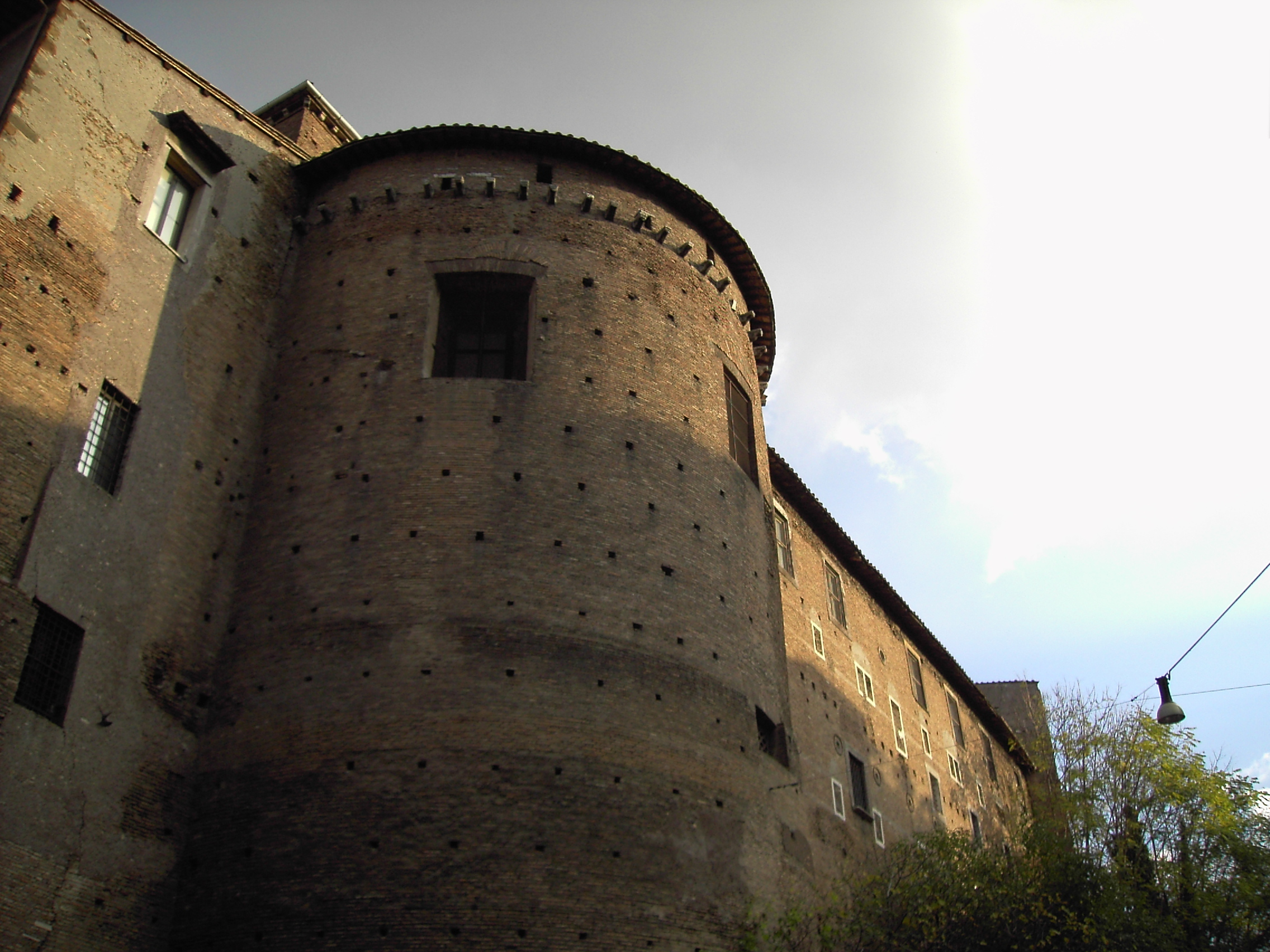
Abside e palazzo cardinalizio.
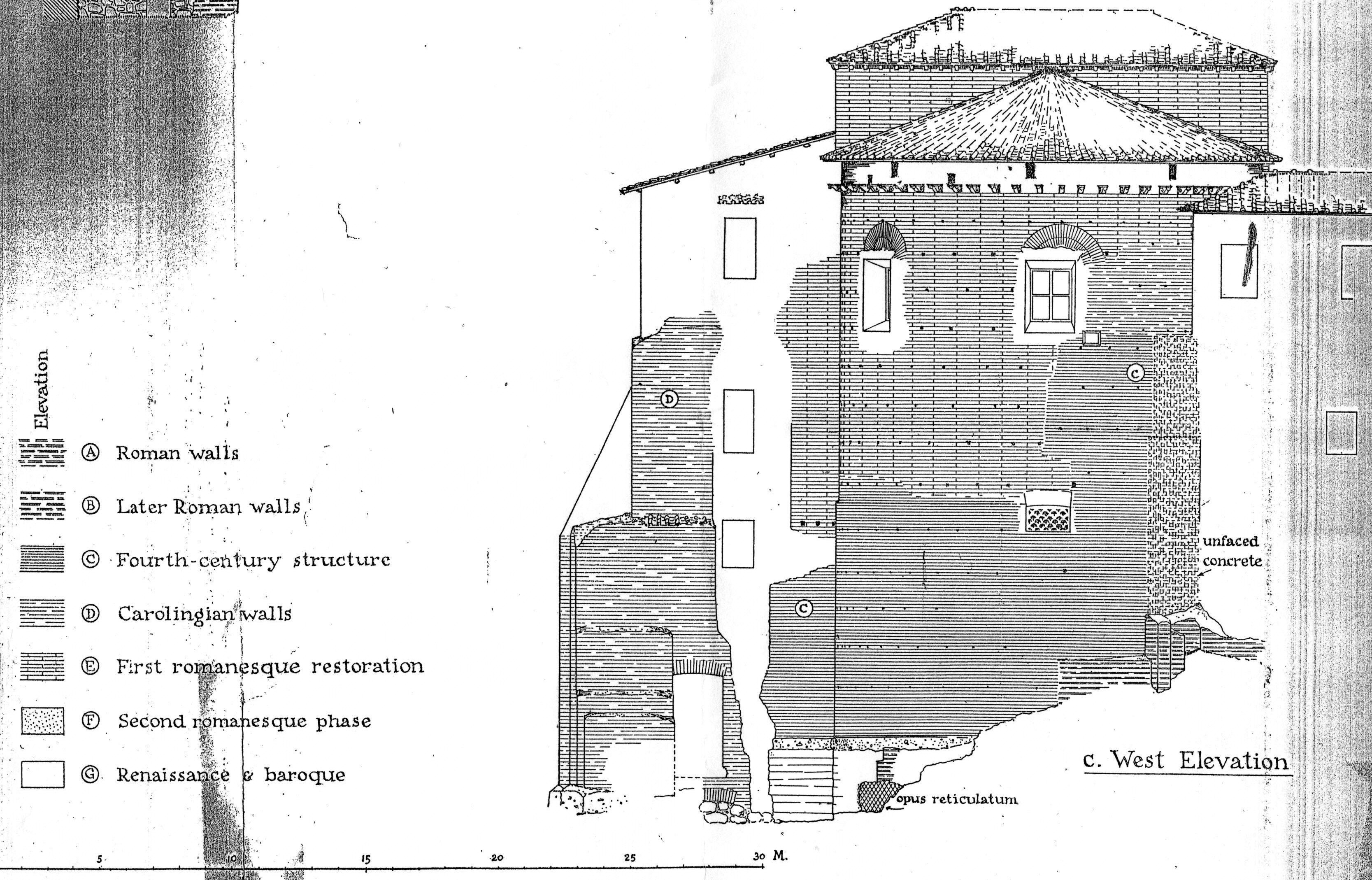
Sezione con le fasi architettoniche.

## Gli edifici
Il sito si presenta ancora come un complesso monastico fortificato, di modesta apparenza esterna ma di massiccia consistenza muraria, ed è costituito da una basilica e da una serie di altri spazi sacri e residenziali (cripta, cortili, monastero, antico palazzo cardinalizio).
Esso occupa, dal IV secolo, i luoghi di una ricca residenza aristocratica di età tardoantica che era collocata lungo l'antica via Tuscolana (nel percorso corrispondente all'attuale via dei Santi Quattro) e nei secoli fu ripetutamente e radicalmente modificato.
La primitiva aula absidata fu convertita in luogo di culto cristiano prima del 499, data a cui risale la prima attestazione del "titulus Aemilianae", più volte identificato, dalle fonti altomedioevali, con la chiesa dei Santi Quattro. La posizione della chiesa era rilevante, per essere in alto e per la sua vicinanza al Laterano, sede allora del papato.
La fortificazione del complesso (cripta, torre d'ingresso all'epoca decorata all'interno e all'esterno, primo cortile con i primi edifici destinati al clero) è di epoca carolingia, attribuita al papa Leone IV (metà IX secolo circa).
Dopo l'incendio di Roberto il Guiscardo nel 1084, papa Pasquale II provvide alla ricostruzione, completata nel 1116, riducendo però la basilica alla sola metà ovest della ex navata centrale e trasformando il precedente spazio nell'attuale secondo cortile, mentre quelle che erano state le navate laterali furono inglobate, la destra nel palazzo del cardinale titolare, la sinistra nel monastero fondato dallo stesso Pasquale II, che dal 1138 divenne un priorato dell'abbazia benedettina di S. Croce di Sassovivo presso Foligno.
Importanti restauri (testimoniati dall'iscrizione con lo stemma del cardinale murata nel primo cortile, sotto la torre) furono fatti eseguire nel XV secolo dal cardinale Carillo dopo la cattività avignonese, quando il complesso fu dichiarato sede pontificia da papa Martino V.
Con lo spostamento della sede papale in Vaticano, tuttavia, l'importanza del complesso decadde. Il 12 marzo 1564 l'insieme fu affidato alle monache di clausura Agostiniane e adibito ad orfanotrofio, trasformando tutti gli ambienti che affacciano sul cortile in dormitori per le orfane. È ancora oggi un convento delle Agostiniane.

## Gli interni

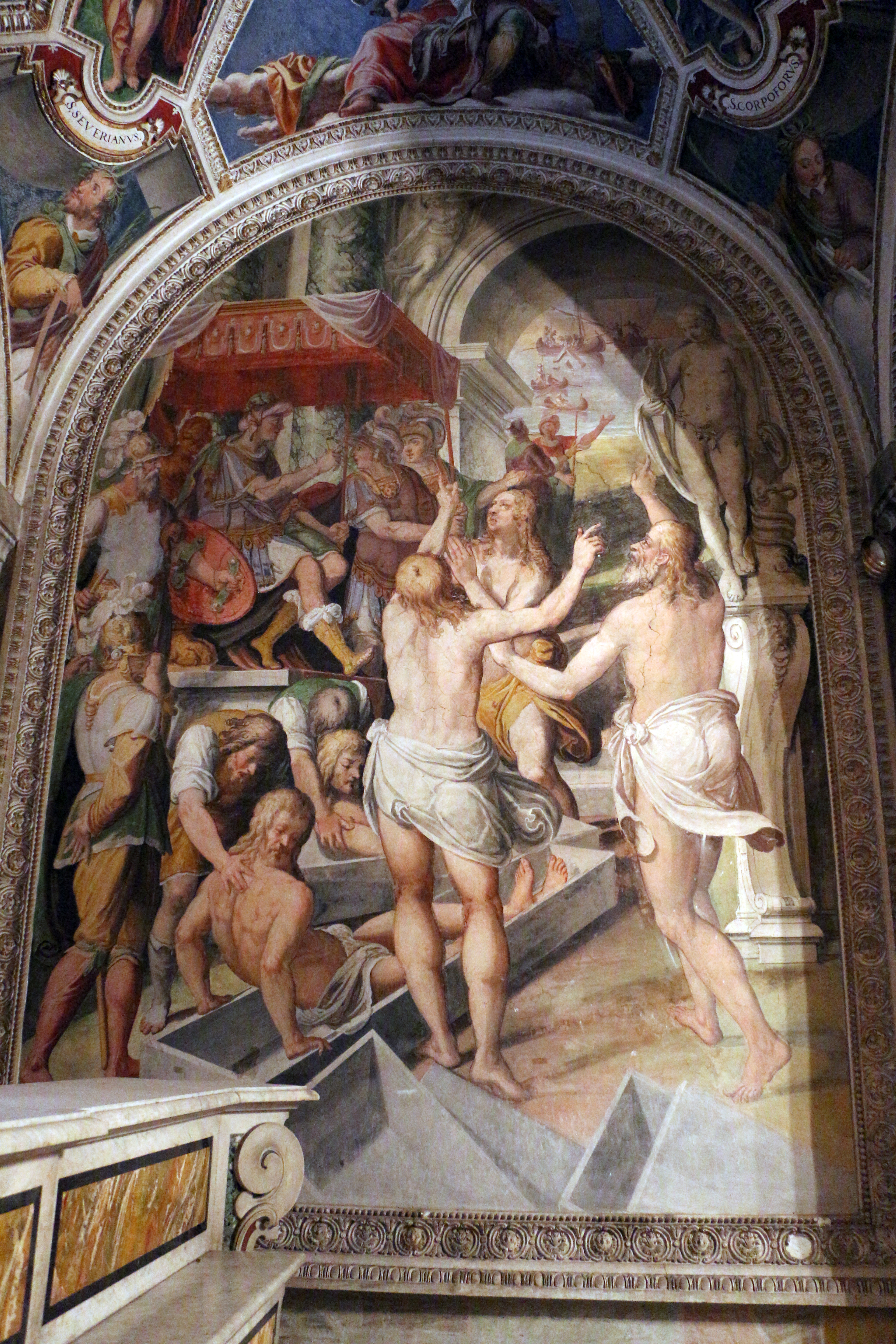
Raffaellino da Reggio, Martirio dei Santi Quattro Coronati, 1574, Roma, Basilica dei Santi Quattro Coronati, Oratorio di San Silvestro

Alcuni elementi di rilievo del complesso:

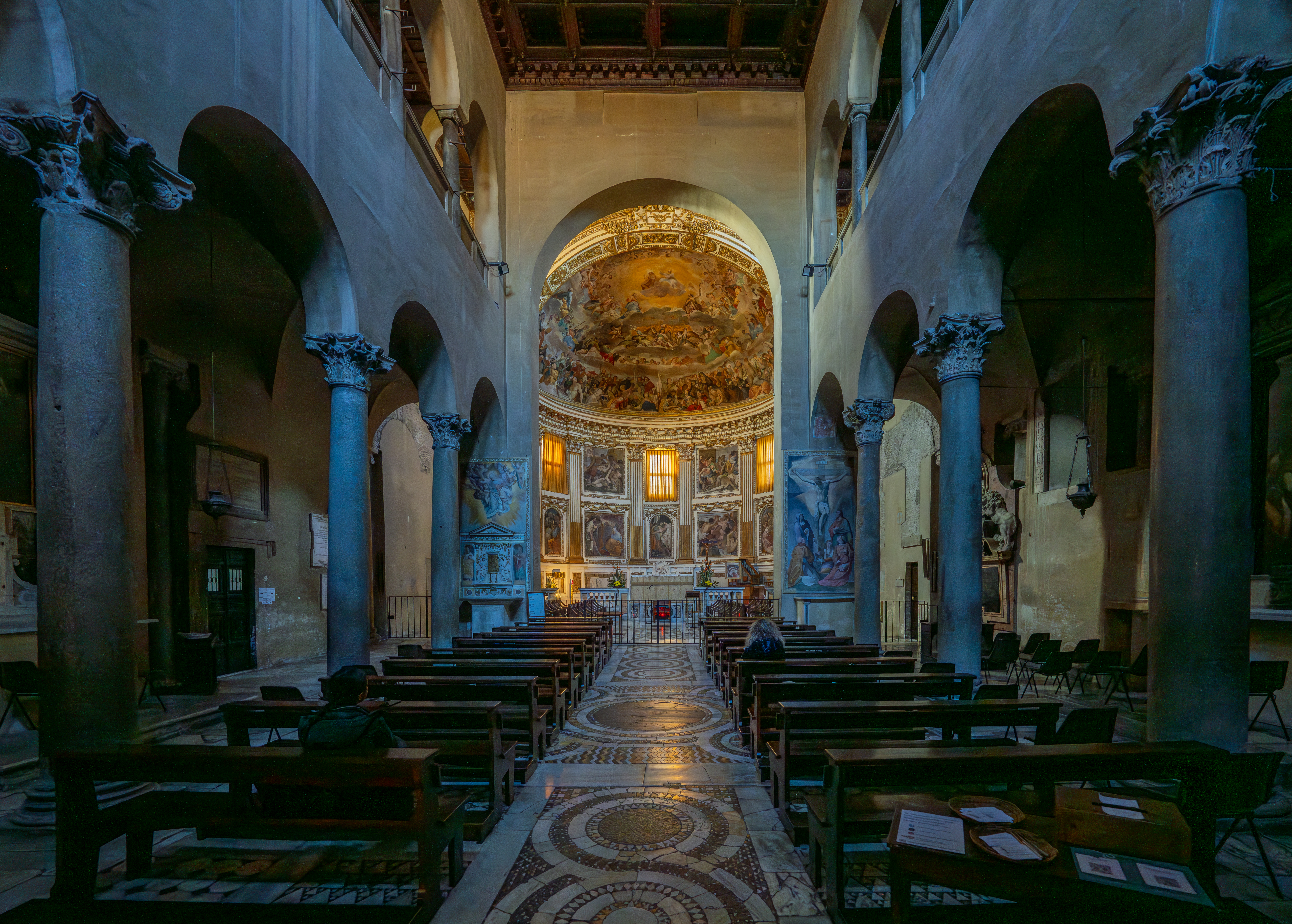
Interno

- i capitelli della chiesa attuale sono di spoglio, provenienti da altre costruzioni antiche;
- l'abside affrescato da Giovanni da San Giovanni, è inoltre un esempio unico a Roma, che abbraccia tutte e tre le navate;
- i matronei della chiesa, edificati nella ricostruzione di Pasquale II, sono gli ultimi matronei costruiti in Roma;
- l'oratorio di San Silvestro: decorato da notevoli affreschi duecenteschi in stile bizantineggiante con "Storie di papa Silvestro e dell'imperatore Costantino I", tratte dalla leggenda narrata negli Actus Silvestri, testimonia anche nel programma iconografico la rilevanza politica del complesso nel contesto del potere temporale del papato; il presbiterio è decorato da affreschi attribuiti a Raffaellino da Reggio, datati 1574, con storie del Martirio dei quattro santi coronati;
- il ciclo di affreschi dell'Aula Gotica, recentemente riscoperti, fondamentale testimonianza dell'arte gotica nella città di Roma (è stato fatto il nome di Jacopo Torriti). Negli affreschi compaiono figure umane che si stagliano su un prezioso sfondo blu realizzato in azzurrite e che rappresentano i dodici mesi; al di sopra dei mesi sono raffigurate le Arti, nei costoloni della volta le quattro stagioni e sulla vela i segni zodiacali, oggi in parte perduti.
- nel reliquiario si conserva la testa di san Sebastiano (il resto del corpo è deposto nella basilica delle catacombe omonime).
- l'organo positivo ad ala probabilmente opera degli organari Testa e risalente alla seconda metà del XVII secolo, integro nelle sue caratteristiche originarie e dotato di 9 registri per un totale di 380 canne;[3]
- di notevole interesse storico-artistico, le due cappelle interne al monastero, l'oratorio di Santa Barbara, cui si accede dal chiostro, e l'oratorio di San Nicola. Questo oratorio in origine era affacciato sulla navata destra della basilica. L'intitolazione è convenzionale, in quanto un oratorio dedicato a Nicola è citato nel Liber Pontificalis, insieme a quelli di Sisto e Barbara, in relazione alla basilica. L'interno non è visitabile, in quanto compreso nella clausura monastica.